# 한바 토모에
한바 토모에(일본어: 半場 友惠 한바 도모에[*], 1972년 6월 9일 ~ )는 일본의 성우이다.

## 출연작

### TV 애니메이션
1999년
- 마이크로맨(미즈사와 마미)
- 잘나가는 두사람(아마카즈 마키)
- GTO(오오타 히데미)

2001년
- 시스터 프린세스(요츠바)
- 스타오션 EX(프리시스 F 노이먼)
- 코코로 도서관(후카미 마사토)

2002년
- 베리베리 뮤우뮤우(사이온지 칸나, 타다노 사츠키, 레타스의 친구 3인조)
- 시스터 프린세스 RePure(요츠바)
- 육상방위대 마오(츠키시마 소라코)
- 프린세스 츄츄(헤르미아)
- 하이바네 연맹(스미카)

2003년
- 스크랩드 프린세스(스인)
- 건퍼레이드 마치(모리 세이카)
- 트윈 스피카(시바타 카사네)

2005년
- 엘르멘탈 제라드(피로)
- 가이킹(로사 부장)

2006년
- 그늘에서 지킨다!(어린 시절의 마모루)

2007년
- 크게 휘두르며(미하시 나오에)
- 히다마리 스케치(키시 마이코)

2008년
- 노라미미(사라시나)
- 스티치! 새로운 모험(타로)

2015년
- 원피스(어린 시절의 돈키호테 도플라밍고)

### OVA
2000년
- 아즈망가 대왕 Web판(타키노 토모)

### 게임
1996년
- 트와이라이트 신드롬 (키시이 미카)
- 여신이문록 페르소나 (키리시마 에리코, 마유즈미 유키노)
- 파이어 우먼 전조 (신도 마도카)

1997년
- 디지털 안쥬 컴퓨터 천사SS (람류아 나이아데스 레글스)
- 사립 저스티스 학원 LEGION OF HEROES (와카바 히나타)

1998년
- 아가씨 특급 (치토세 사토미)
- 퍼스트 Kiss☆이야기 (후지사와 유카)
- 미소녀 닌자 모험기1 ~하늘을 가르는 검~ (이즈미)
- 설앵화 (아이)
- 신세기 로봇 전기 브레이브 사가 (세리자와 슌페이)

1999년
- 메탈 슬러그X (메그 교관)
- 미소녀 닌자 모험기2 ~충푼의 장~ (유이, 이즈미)
- 히미코전 ~렌게~ (토네)
- 사립 저스티스 학원 열혈 청춘 일기2 (와카바 히나타)
- 페르소나2 죄 (마유즈미 유키노)

2000년
- 서몬 나이트 (카시스)
- 만나고 싶어… ~your smiles in my heart~ (아이하라 히비키)
- 브레이브 사가2 (세리자와 슌페이, 우츠기 미코토)
- CAPCOM VS. SNK 2 MILLIONAIRE FIGHTING 2001 (와카바 히나타)
- 불타라! 저스티스 학원 (와카바 히나타)

2001년
- 마크로스M3 (모아라미아 지폰)
- 시스터 프린세스 (요츠바)
- 서몬 나이트2 (카시스, 나츠미)

2002년
- RUNE ~룬~ (카티아 쥬벨)
- 포포로 크로이스 ~시작의 모험~ (루나)
- 아머드 코어2 어나더 에이지 (콘코드 의뢰 송신자)

2003년
- 마계전기 디스가이아 (에트나)
- 스타오션 Till the End of Time (파린, 웰치 빈야드)
- 시스터 프린세스2 (요츠바)
- 시스터 프린세스 RePure (요츠바)
- 제2차 슈퍼 로봇 대전α (우츠기 미코토)
- 샤먼킹 소울 파이트 (마치)

2004년
- 포포로 크로이스 ~달 규칙의 모험~ (루나)
- 가챠 메카 스타디움 사루바트레 (하루카)

2005년
- 라디어터 스토리즈 (에어델 랏셀)
- 카게로II -Dark illusion- (시녀 레이첼)
- 엘레멘탈 제레이드 -감싸라, 취풍의 검- (피로(피아즈프 에크리롤))
- 제3차 슈퍼 로봇 대전α 종언의 은하로 (우츠기 미코토, 기계신종, 필너스)

2006년
- 마계전기 디스가이아2 (에트나)
- 사루겟츄 밀리온 몽키즈 (하루카)

2007년
- 트러스티벨 ~쇼팽의 꿈~ (팔세토)
- 스타오션1 First Departure (웰치 빈야드)

2008년
- 대난투 스매시브라더스 X (포켓몬 트레이너)
- 마계전기 디스가이아3 (에트나)
- 스타오션2 Second Evolution (웰치 빈야드)
- 크로스 엣지 (에트나)

### 드라마 CD
- 여신이문록 페르소나(마유즈미 유키노)

## 더빙
※더빙작의 경우 정확한 방송연도를 알아내는 것이 불가능하여 제작국의 방송연도로 대체하였음

### 한국 애니메이션
2001년
- 가이스터즈(샤이 탄나)